# Anyphaena californica
Anyphaena californica är en spindelart som först beskrevs av Banks 1904.  Anyphaena californica ingår i släktet Anyphaena och familjen spökspindlar. Inga underarter finns listade i Catalogue of Life.